# مكتبة ثواب

## نبذة عن ثواب
ثواب هو مكتبة عربية إسلامية تحتوي أمهات الكتب ويعني اسم البرنامج «جزاء الطاعة» أو «مطلق الجزاء»  في إشارة إلى الهدف غير المادي من وراء البرنامج.

## مزايا البرنامج
- بحث شبه آني في كل الكتب لا يتأخر بكثرة الكتب
- ترتيب نتائج البحث حسب رتبة تعتمد على ارتباط النتيجة بهدف البحث
- استعلامات متقدمة مثل عمليات و/أو
- معالجة بعض التغييرات في الكلمة الكسوابق واللواحق أو ما يعرف بالتجذيع
- ربط الكتب بشروحها (مثل شرح النووي على صحيح مسلم)
- يعمل كتطبيق سطح مكتب دون إنترنت أو كتطبيق ويب عبر الإنترنت
- متوفر بشكل افتراضي على توزيعات أعجوبة لينكس وسبيلي
- تحت رخصة «وقف».[2]

## تاريخ البرنامج

### البداية
في عام 2006 قام مطور البرنامج مؤيد السعدي بعمل طريقة ضغط متوافقة مع.tar.bz2 لكنها تسمح باستخراج ملفات لا على التعين منها دون فك ضغط الملف بالكامل ودون التأثير على مقدار الضغط وأطلق عليها اسم itar ثم قام بتوزيع ملفات نصية في هرمية شجرية تعكس هرمية الأبواب والفصول في الكتب وقام بعمل عارض لهذه الهيئة وأطلق على المشروع اسم thwab-lib وكل ذلك كان مكتوبا على لغة سي
وقد احتوى البرنامج على عدد من البرامج النصية المكتوبة بلغة بيرل تحول ملفات xml الممثلة لكتب الشاملة إلى هذه الهيئة.
لاحقا تم التخلي عن هذا الكود بالكامل وتم تجميد البرنامج.

### الإصدار الثاني
في أواخر في عام 2007 بعد انضمام مبرمج ثواب إلى فريق أعجوبة برزت الحاجة إلى برنامج يعوض عن افتقار نظام لينكس إلى برنامج يشبه الشاملة.
تم البدء بعمل الإصدار الثاني في 2008 الذي ركز على عمل مشروع لعرض كتب المكتبة الشاملة على نظام لينوكس فقط دون توفير أي مزايا. تمت كتابته على لغة بايثون وطقم أدوات GTK+ وقد صدر إصدار منها مع أعجوبة لينكس 2

### الإصدار الثالث - الحالي
مثل الإصدار الثالث من ثواب قفزة نوعية حيث لم يعد مجرد عارض بل كان نظام استرجاع متكامل يحتوي محرك بحث قوي ومرن.